# Piper guineense
Espèce
Synonymes
- Cubeba clusii Miq.[1]
- Piper clusii (Miq.) C.DC.[1]

Piper guineense est une espèce de plantes à fleurs de la famille des Piperaceae. C'est une plante grimpante arbustive du Ghana et d'autres parties de l'Afrique occidentale, utilisé comme épice et médicament indigène. Il est connu sous les noms suivants : poivrier des Ashantis, cubébe, poivrier de la forêt, poivrier de Guinée, poivrier du Kissi, poivrier de laine.

## Synonymes
- Cubeba clusii Miq. (1843)[1]
- Piper clusii (Miq.) C.DC. (1869)[1]
- Piper demeusei C.DC. (1925)[1]
- Piper famechonii Heckel ex C.DC. (1914)[1]
- Piper guineense var. clusii (Miq.) Engl. (1932)[1]
- Piper guineense var. congolense C.DC. (1901)[1]
- Piper guineense var. gilletii C.DC. (1901)[1]
- Piper guineense var. thomeanum C.DC. (1892)[1]
- Piper guineense var. velutinum De Wild. (1907)[1]
- Piper laurentii De Wild. (1906)[1]
- Piper leonense C.DC. (1866)[1]
- Piper sclerocladum C.DC. (1894)[1]
- Piper zenkeri C.DC. (1920)[1]

## Analyse chimique de la plante
L'huile volatile des fruits (baies) du poivre Ashanti a été étudiée par chromatographie en phase gazeuse et par des techniques de Chromatographie en phase gazeuse-spectrométrie de masse. L'huile essentielle (riche en phénylpropanoïdes) était composé de myristicine, de sarisan (1,3-Benzodioxole), de safrole et d'élémicine comme les éléments dominants. Cinquante-et-un mono- et sesquiterpènes constituaient une proportion mineure de l'huile.

## Usage médical

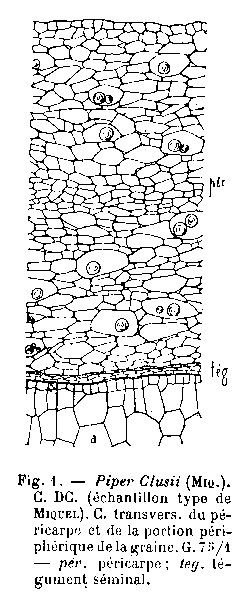
Coupe transversale du péricarpe et de la portion périphérique de la graine du Piper clusii.

Au Nigeria, la plante s'utilise comme médicament pour traiter des maux d'estomac et la gonorrhée. Les feuilles sont consommées en soupes pour l'amélioration de la fertilité chez les femmes.